# Касяненко Віталій Васильович
Віта́лій Васи́льович Кася́ненко (1992—2022) — капітан Збройних Сил України, учасник російсько-української війни, що загинув у ході російського вторгнення в Україну в 2022 році.

## Життєпис
Віталій Касяненко народився 1992 року в Кіровограді (з 2020 року — Кропивницький). Після закінчення Національної академії сухопутних військ імені Гетьмана Петра Сагайдачного отримав військове звання лейтенанта.
З 2017 року брав участь у війні на сході України. З початком повномасштабного російського вторгнення в Україну офіцер-артилерист перебував на передовій.
21 березня 2022 року в Попасній на Луганщині його підрозділ потрапив під вогонь артилерії, внаслідок чого Віталій Касяненко отримав не сумісні з життям поранення.
Чин прощання з Віталієм Касяненком та майором Дмитром Кондратенком проходив 1 квітня 2022 року в Кропивницькому. Панахиду за загиблими відслужив єпископ Кропивницький та Голованівський Марк. Обох поховали на Алеї слави Рівнянського кладовища.

## Родина
У загиблого залишились двоє дітей та дружина, що проживають у Львові; сестра Маргарита.

## Нагороди
- Орден Богдана Хмельницького III ступеня (2022, посмертно) — за особисту мужність і самовіддані дії, виявлені у захисті державного суверенітету та територіальної цілісності України, вірність військовій присязі[4].